# Marcelo Ndong
Marcelo Ndong, también conocido como Manoliño Nguema, (Ebebiyín, 1955) es un artista de circo, actor y narrador ecuatoguineano.

## Trayectoria
Con 12 años ingresó en la Escuela de Circo de la Ciudad de los Muchachos en Orense y en 1972 se incorporó al Circo de los Muchachos, donde trabajó como acróbata, malabarista, payaso y cómico, realizando giras por el mundo.
En 1976 se matriculó para estudiar medicina en la Universidad de Santiago de Compostela, a la par que realizaba espectáculos como mimo en espacios públicos y locales de España, Francia, Alemania e Italia. Luego, participó en montajes teatrales, cine y danza con diferentes compañías de Europa y América, hasta que en 1990, regresó a Guinea Ecuatorial y creó un teatro comunitario en Ebebiyin.  
Posteriormente, en 1994, fundó y dirigió la Escuela de Teatro y Circo de Malabo y en 1997 la compañía teatral Nueva Ola. Dirigió los talleres de teatro, tanto en el desaparecido Centro Cultural Hispano-Guineano (CCHG), así como los talleres del Instituto Cultural de Expresión Francesa (ICEF) o del Centro Cultural de España en Malabo.
Sin desvincularse de su faceta de actor y pedagogo, en 2013 inauguró la Casa de la Cultura Papaya en Barrio Semu de Malabo, como una  nueva casa de la palabra (Abá) bantú, con más de 300 alumnos.
El seudónimo Manoliño Nguema fue el que usó mientras trabajaba como articulista en El Patio, una publicación periódica del Centro Cultural Hispano-Guineano.
Como actor y cuentacuentos, arraigado en Guinea Ecuatorial, se presenta esporádicamente en el extranjero, entre otras, en eventos realizados en Casa África.

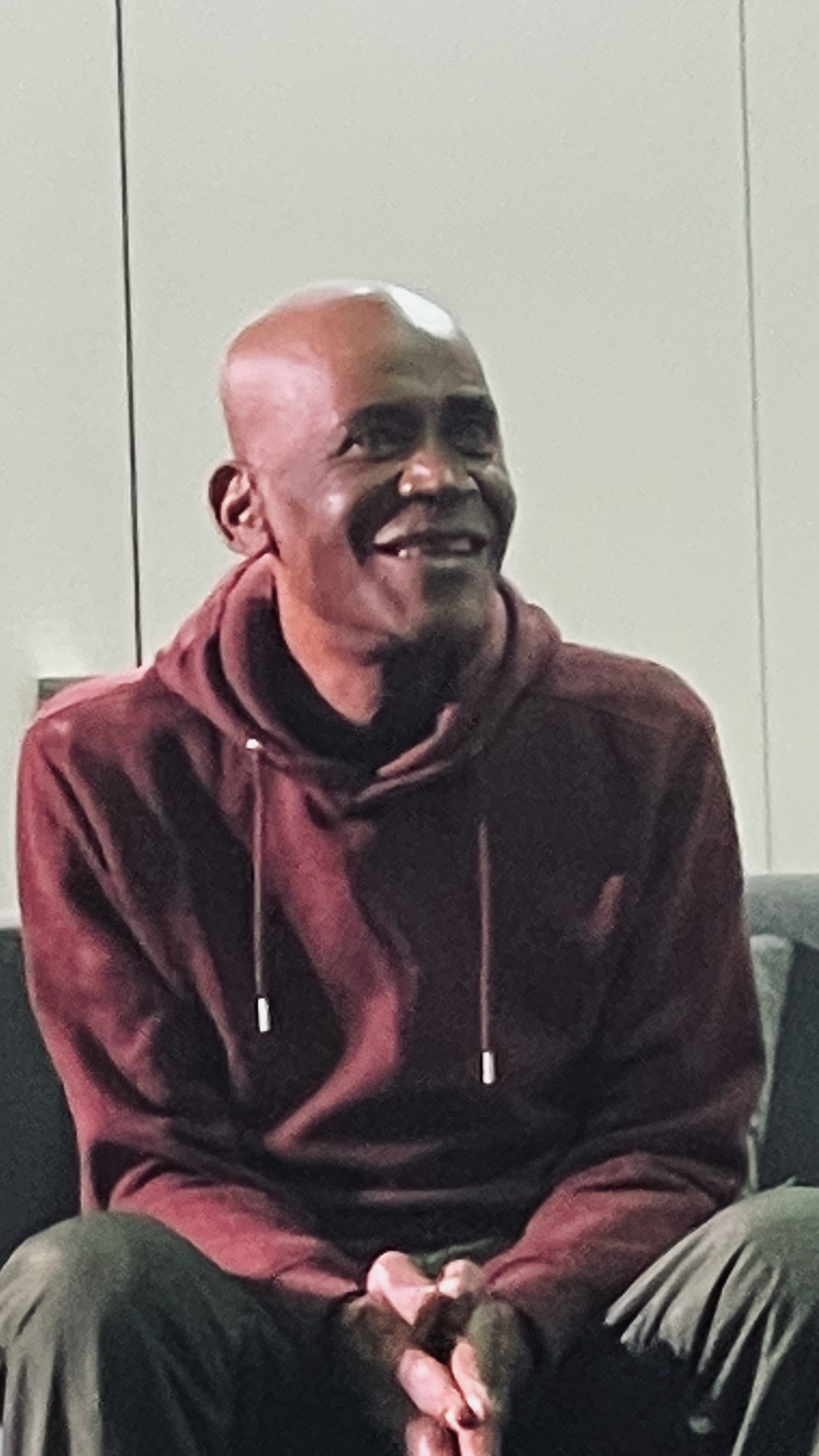
Marcelo Ndong en las Jornadas de Circo Las Artes Circenses en España (2023)

## Reconocimientos
En 2019, el director Antonio Grunfeld realizó un documental sobre la vida artística de Ndong y su paso por el Circo de los Muchachos, llamado Manoliño Nguema, en el que Ndong actúa junto a Gorsy Edú y Raimundo Bernabé. Este trabajo recibió el Premio del público y una Mención de Honor en el Festival de cine MiradasDoc de Tenerife, el Mestre Mateo de la Academia Galega do Audiovisual (AGA), el Premio CREA a la mejor dirección y realización y el premio a Mejor documental del Festival de cine y televisión del Reino de León.